# Renacimiento de la Democracia Cristiana
Renacimiento de la Democracia Cristiana (Rinascita della Democrazia Cristiana) (RDC) era un pequeño partido político italiano de ideología democristiana.
El partido fue fundado el 23 de diciembre de 1997  por Flaminio Piccoli y Clelio Darida. En las elecciones generales de 2001 se presentó junto a Democracia Europea de Sergio D'Antoni.
En febrero de 2012, RDC se unió a la Democracia Cristiana de Angelo Sandri.
- Datos: Q3935996
- Multimedia: Rinascita della Democrazia Cristiana / Q3935996